# Juniperus procera
Juniperus procera (яловець африканський) — вид хвойних рослин родини кипарисових.

## Поширення, екологія
Країни проживання: Демократична Республіка Конго, Джибуті, Еритрея, Ефіопія, Кенія, Малаві, Саудівська Аравія, Сомалі, Судан, Танзанія, Уганда, Ємен, Зімбабве. Цей вид формує вічнозелені афрогірські ліси (також локально вторгається в савани, де дозволяють низькі частоти пожеж). Формує як чисті поселення, так і разом з Afrocarpus gracilior, Podocarpus milanjianus, Olea chrysophylla, Olea hochstetterii, Faurea saligna, Dombeya mastersii, Olinia rochetiana, Ilex mitis, Vepris nobilis і безліч дрібніших дерев і чагарників, наприклад Agarista salicifolia, Catha edulis, Buddleja, Cadia purpurea, Cussonia spicata, Dodonaea, Erica arborea, Euclea schimperi, Faurea, Maytenus, Nuxia congesta, Olea. Чисті поселення, як правило, свідчить про утворення після лісових порушень в минулому. J. procera зустрічається на гірських схилах, на укосах і оголеннях і в лісових ярах на піску, суглинку або глині над різними типами порід, наприклад базальт, вулканічний попіл і зола, граніт, вапняк, або метаморфічні породи. Діапазон висот є 1370–3000 м. Клімат тропічний гірський, з тривалим сухим сезоном.

## Морфологія
Стовбур прямий і різко звужується, вкритий корою, яка розрізняються за кольором від блідо-коричневого до червонувато-коричневого. Молоді рослини мають голчасті листки, довжиною 1—2 см, і в міру старіння рослин листя поступово змінюється на лускоподібне дорослого листя, світло-зеленого або жовтувато-зеленого кольору і довжиною тільки до шести міліметрів. Чоловічий рослини несуть численні, дрібні чоловічі шишки на кінцях гілок. Ці від зеленуватого до оранжево-коричневого кольору структури складаються з лусочок, кожна з яких містить 2—3 мішечки з пилком. Жіночі рослини несуть жіночі шишки; від червонувато-коричневого до синьо-чорного кольору, ягодоподібні з м'ясистими лусками, кожна з яких містить один насінний зачаток.

## Використання
Великі дерева цього виду цінуються за деревину, яка є працездатною і стійкою. Використовується для огорож, черепиці на дахах, для будівництва, меблів, столярних виробів та виробництва олівців. Вирощується на плантаціях в Африці та Індії, але тільки в обмеженому масштабі; в садівництві в основному обмежується громадськими парками в Ефіопії та Кенії, в тому числі на кладовищах. За межами Африки тільки посаджений в кількох ботанічних садах; під склом в помірних кліматичних регіонах або зовні в теплих країнах.

## Загрози та охорона
Виснаження старих лісових гаїв цього виду відбуваються в Кенії та Ефіопії. Цей вид присутній в багатьох національних парках та інших охоронних територіях по всьому широкому діапазону поширення.